# Club Always Ready (féminines)
Maillots
La section féminine du Club Always Ready est un club féminin bolivien de football basé à El Alto.

## Histoire
Always Ready remporte son premier titre en 2022 en soulevant la coupe Simon Bolivar après avoir remporté 2-1 la finale face à l'ABB. Les Milionarias conservent leur trône en 2023 en battant Astor 1-0 en finale.
En 2024, le format du championnat est modifié et se joue désormais avec une ligue et des play-offs. Always Ready remporte un troisième titre consécutif de champion de Bolivie, en battant Astor aux tirs au but en finale (1-1, 0-0, 4-2),.

## Palmarès
Championnat de Bolivie (3) :
- Champion en 2022, 2023 et 2024